# Kol (biskop i Strängnäs)
Kol var svensk katolsk biskop i Strängnäs stift och kungens kansler. Han deltog på kung Valdemar Birgerssons (Birger jarls) sida i Slaget vid Herrevadsbro 1251.
Biskop Kol omnämns på en minnestavla från 1610 som hänger i Kolbäcks kyrka. Enligt en sägen, som återges på tavlan, ska han ha låtit uppföra kyrkan, som också ska ha fått sitt namn efter honom. Denna inställning är vederlagd.